# Guido von List
Guido Karl Anton List (n. 5 octombrie 1848, Viena, Imperiul Austriac – d. 17 mai 1919, Berlin, Republica de la Weimar) a fost un ocultist, jurnalist, dramaturg și romancier de origine austriacă. Acesta a pus bazele unei noi mișcări religioase neopăgâne cunoscute sub denumirea de Wotanism. Din punctul său de vedere mișcarea reprezenta renașterea credinței strămoșilor rasei germane și avea la bază o serie de învățături ariosofice.

## Biografie
Născut într-o familie din clasa de mijloc vieneză, von List afirma că a abandonat credința romano-catolică în copilărie și s-a dedicat slujirii zeului păgân Wotan. Și-a petrecut mult timp în zonele rurale austriece unde a practicat canotajul, drumeția și desenul. Și-a început cariera de jurnalist în 1877 redactând articole despre mediul rural austriac pentru revistele și ziarele naționaliste. În cadrul acestora, von List a pus accent pe folclorul și obiceiurile țăranilor, considerând că o mare parte din aceștia sunt adepții unei religii păgâne, precreștine. A publicat trei romane, Carnuntum (1888), Jung Diethers Heimkehr (1894) și Pipara (1895), toate având ca subiect triburile germanice din Epoca Fierului, precum și câteva piese de teatru. În perioada anilor 1890, a continuat să redacteze articole völkisch, majoritatea publicate de către ziarul naționalist Ostdeutsche Rundschau; la mijlocul decadei, articolele sale au început să includă și dimensiuni antisemite. În 1893, a co-fondat societatea literară Literarische Donaugesellschaft și s-a implicat în mișcarea naționalistă pangermană din Austria, mediu în care circulau idei unioniste.
Von List a orbit pentru o perioadă de 11 luni în 1902, moment în care a devenit interesat de ocultism, cu precădere de învățăturile Societății Teosofice. Sub influența acestora credințele sale odiniste au încorporat runologia și runele Futharkh. Popularitatea lucrărilor sale în comunitatea naționalistă a avut ca rezultat înființarea în 1908 a Societății List, care era puternic susținută de familii din clasa de mijloc și de elitele societății. Societatea a publicat lucrările lui von List și a constituit un grup ariosofic intitulat High Armanen Order. Prin intermediul acestuia au fost promovate ideile conform cărora societatea modernă era degenerată, însă putea fi purificată cu ajutorul unui eveniment apocaliptic care ar fi condus la stabilirea unui nou imperiu pangermanic. Von List a susținut că acest imperiu va lua naștere odată cu victoria Puterilor Centrale în Primul Război Mondial. Von List a încetat din viață la Berlin în 1919.
Pe parcursul vieții, von List a devenit o persoană extrem de cunoscută în subculturile völkisch din Austria și Germania, și a influențat operele a numeroase persoane din acest mediu. Lucrările sale, distribuite prin intermediul Societății List, au influențat grupuri  völkisch precum Reichshammerbund și Germanenorden care la rândul lor au influențat atât Partidul Nazist, cât și SS-ul. După cel de-al Doilea Război Mondial, operele sale au influențat practicanții ideilor ariosofice și păgâne din Europa, Australia și America de Nord.

## Cărți publicate
| Anul publicării | Titlu                                                                              | Locul publicării   |
| --------------- | ---------------------------------------------------------------------------------- | ------------------ |
| 1888            | Carnuntum. Historischer Roman aus dem 4. Jahr-hundert (două volume)                | Berlin             |
| 1891            | Deutsch-Mythologische Landschaftsbilder                                            | Berlin             |
| 1892            | Tauf-, Hochzeits- und Bestattungs-Gebräuche und deren Ursprung                     | Salzburg           |
| 1893            | Litteraria sodalitas Danubiana                                                     | Viena              |
| 1894            | Jung Diether's Heimkehr. Eine Sonnwend-Geschichte aus dem Jahre 488 n. Chr.        | Brno               |
| 1894            | Der Wala Erweckung                                                                 | Viena              |
| 1895            | Walküren-Weihe. Epische Dichtung                                                   | Brno               |
| 1895            | Pipara. Die Germanin im Cäsarenpurpur (două volume)                                | Leipzig            |
| 1898            | Niederösterreichisches Winzerbüchlein                                              | Viena              |
| 1898            | Der Unbesiegbare. Ein Grundzug germanischer Weltanschaaung                         | Viena              |
| 1899            | König Vannius. Ein deutsches Königsdrama                                           | Brno               |
| 1900            | Der Wiederaufbau von Carnuntum                                                     | Viena              |
| 1901            | Sommer-Sonnwend-Feuerzauber. Skaldisches Weihespiel                                | Viena              |
| 1903            | Alraunen-Mären. Kulturhistorische Novellen und Dichtungen aus germanischer Vorzeit | Vienna             |
| 1903            | Das Goldstück. Ein Liebesdrama in fünf Aufzügen                                    | Viena              |
| 1908            | Das Geheimnis der Runen                                                            | Gross-Lichterfelde |
| 1908            | Die Armanenschaft der Ario-Germanen                                                | Leipzig și Viena   |
| 1908            | Die Rita der Ario-Germanen                                                         | Leipzig și Viena   |
| 1909            | Die Namen der Völkerstämme Germaniens und deren Deutung                            | Leipzig și Vinna   |
| 1909/10         | Die Religion der Ario-Germanen im ihrer Esoterik und Exoterik                      | Zurich             |
| 1910            | Der Bilderschrift der Ario-Germanen (Ario-Germanische Hieroglyphik)                | Leipzig și Viena   |
| 1911            | Die Armanenschaft der Ario-Germanen. Zweiter Teil                                  | Leipzig și Viena   |
| 1911            | Der Übergang vom Wuotanstum zum Christensum                                        | Zurich             |
| 1913            | Die Armanenschaft der Ario-Germanen. Erster Teil (a doua ediție)                   | Viena              |
| 1913            | Deutsch-Mythologische Landschaftsbilder (a doua ediție)                            | Viena              |
| 1914            | Die Ursprache der Ario-Germanen und ihre Mysteriensprache                          | Leipzig și Viena   |

## Legături externe
- en de PDF-books from Guido von List. Mainly German